# Người Tharu
Tharu là một nhóm sắc tộc bản địa sinh sống ở vùng chân đồi phía nam của dãy Himalaya; đa số người Tharu ở khu vực vùng Terai thuộc phạm vi Nepal. Một số nhóm Tharu còn lại sống ở vùng Terai Ấn Độ, chủ yếu ở Uttarakhand, Uttar Pradesh và Bihar. Người Tharu được Chính phủ Nepal công nhận là một dân tộc chính thức, và được xem như một bộ tộc bởi Chính phủ Ấn Đô. Từ थारू (thāru) được cho là xuất phát từ chữ sthavir có nghĩa là tín đồ Phật giáo Thượng tọa bộ.

## Phân bố

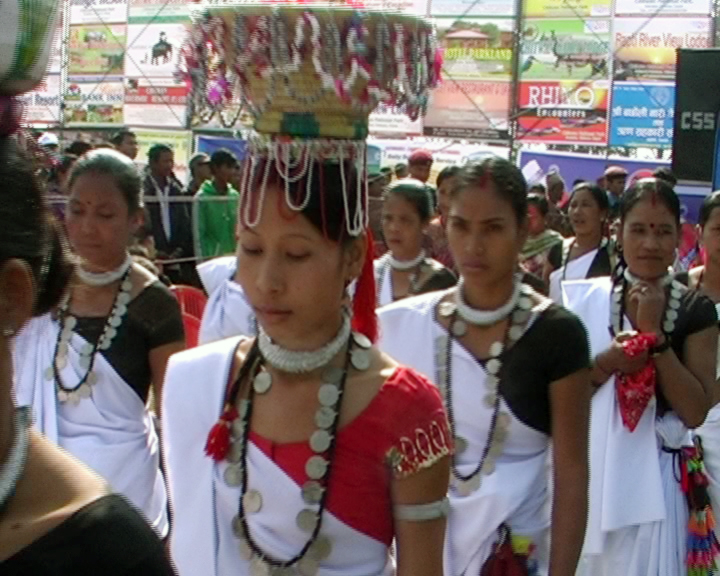
Người phụ nữ Tharu trong trang phục truyền thống.

Năm 2011, người Tharu ở Nepal được thống kê tổng là 1,737,470 người, tức chiếm 6.6% dân số cả nước. Năm 2009, đại bộ phận người Tharu được cho là sinh sống chủ yếu ở Nepal. Những phân nhóm Tharu nằm rải rác hầu hết vùng Terai:
- Rana Tharu ở huyện Kailali và Kanchanpur vùng phía Tây của khu vực Terai lãnh thổ Nepal; ở Ấn Độ, rải rác ở các huyện Udham Singh Nagar, Uttarakhand và Kheri Terai, Uttar Pradesh.
- Kathoriya Tharu phần lớn tập trung ở huyện Kailali.[15]
- Sonha Tharu ở huyện Surkhet.[16]
- Dangaura Tharu ở Tây Terai: các huyện Dang-Deukhuri, Banke, Bardia, Kailali và Kanchanpur.[17]
- Paschuhan (Tây) Tharu ở Rupandehi và Nawalparasi.
- Rautar Tharu ở Rupandehi và Nawalparasi.
- Purbaha Tharu ở Rupandehi và Kapilvastu.
- (Aarkutwa) Chitwania Tharu ở vùng trung Terai: các huyện Sindhuli, Chitwan và Nawalparasi.
- Kochila Tharu ở Đông Terai: Saptari, Bara, Parsa, Rautahat, Sarlahi, Mahottari và Udayapur.[18]
- Danuwar ở Đông Terai: Udayapur, Saptari và Morang.[19]
- Lampucchwa Tharu ở Morang.
- Pahalman Tharu, đặc biệt ở những vùng thuộc Nội Terai, chẳng hạn như huyện Udayapur, Nepal.

## Văn hóa

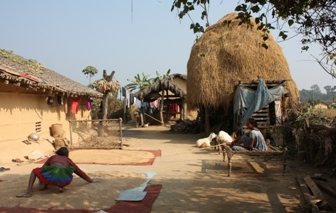
Một ngôi làng Tharu nằm gần Công viên Quốc gia Bardia.

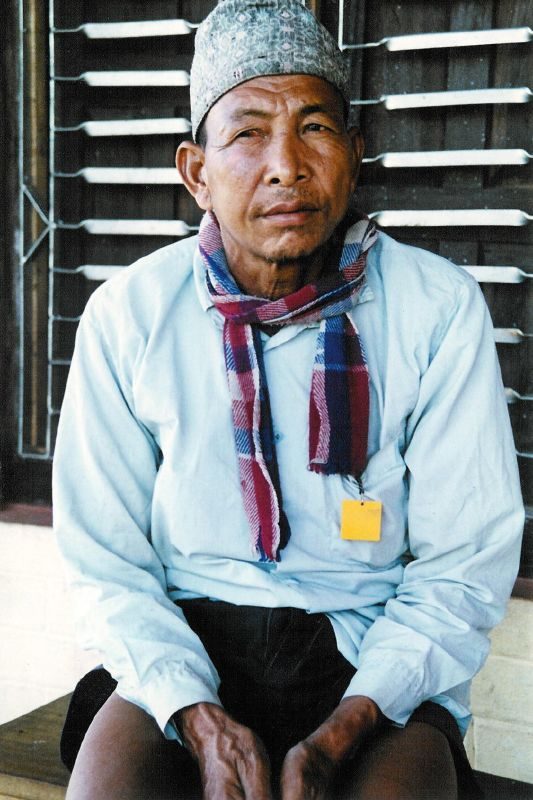
Một người đàn ông Tharu.

Bản thân những người Tharu nói rằng họ là người rừng. Người Tharu tại Chitwan đã sống trong những cánh rừng bản địa hơn ngàn năm nay với tập tục canh tác nương rẫy bằng hình thức du canh du cư. Họ trồng lúa, hột cải (mù tạt), ngô và đậu lăng, nhưng cũng đồng thời thu hái lâm sản như hoa quả tự nhiên, rau, cây dược liệu và vật liệu để xây dựng nhà cửa; săn bắt hươu, nai, thỏ và lợn rừng, đánh bắt cá ở những vùng sông, hồ.

### Cấu trúc hộ gia đình
Ở vùng phía tây khu vực Terai, đa số những người Rana Tharu thích sống trong những Badaghar gọi là nhà dài với một đại gia đình truyền thống gồm nhiều thế hệ và có khoảng hơn 40 thành viên. Tất cả các thành viên trong gia đình tập trung lao động cùng nhau, đóng góp thu nhập cho nhau, chia sẻ chi tiêu với nhau và dùng chung một nhà bếp.

### Cấu trúc xã hội
Người Tharu ở vùng viễn tây và viễn đông Nepal thực hiện hệ thống hình thái xã hội Badghar, trong đó Badghar là thủ lĩnh được bầu ra của một ngôi làng hay một nhóm nhỏ của ngôi làng đó trong một năm. Cuộc bầu cử thũ lĩnh thường diễn ra trong tháng Magh (Tháng 1/ Tháng 2), sau khi tổ chức Lễ hội Maghi và hoàn thành đầy đủ các hoạt động canh tác nông nghiệp. 

### Ngôn ngữ
Các cộng đồng người Tharu sinh sống ở những vùng khác nhau của Nepal và Ấn Độ không có chung một ngôn ngữ. Một vài cộng đồng nói tiếng địa phương riêng. Ở phía tây Nepal và các vùng lân cận của Ấn Độ, người Tharu dùng những biến ngữ của tiếng Hindi, Urdu và Awadhi để giao tiếp. Ở vùng trung tâm Nepal và các vùng xung quanh, các phân nhóm Tharu sử dụng biến ngữ tiếng Bhojpuri. Còn cộng đồng Tharu sinh sống ở phía đông Nepal thì giao tiếp bằng biến ngữ Maithili. 

### Ẩm thực Tharu

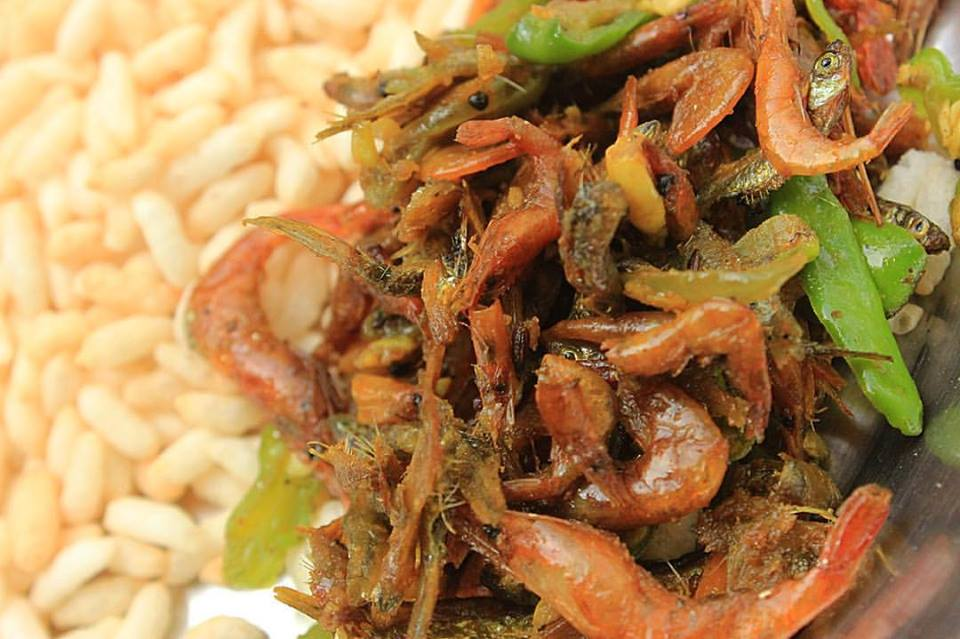
Món tôm khô
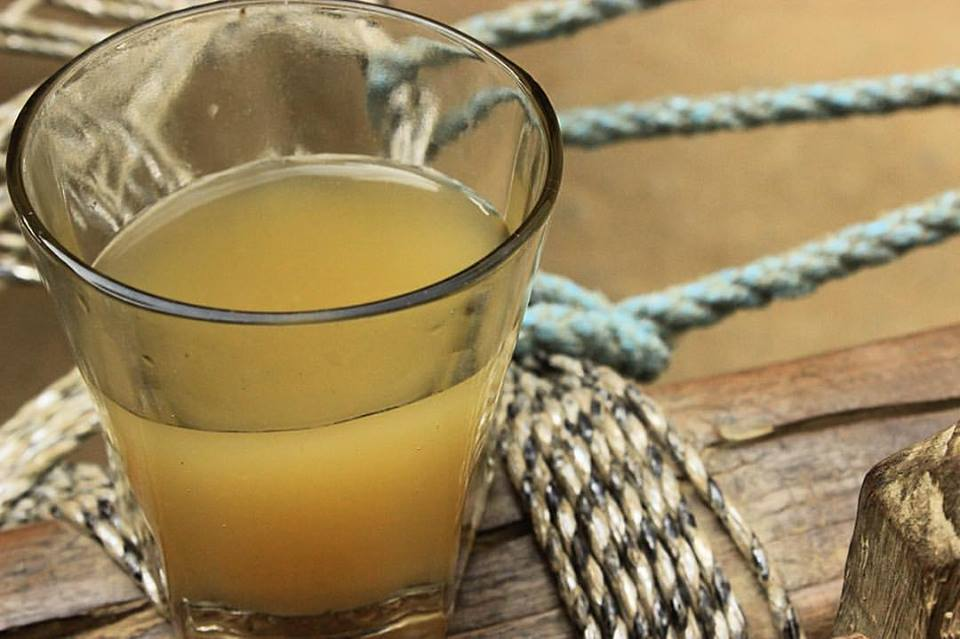
Rượu gạo Tharu
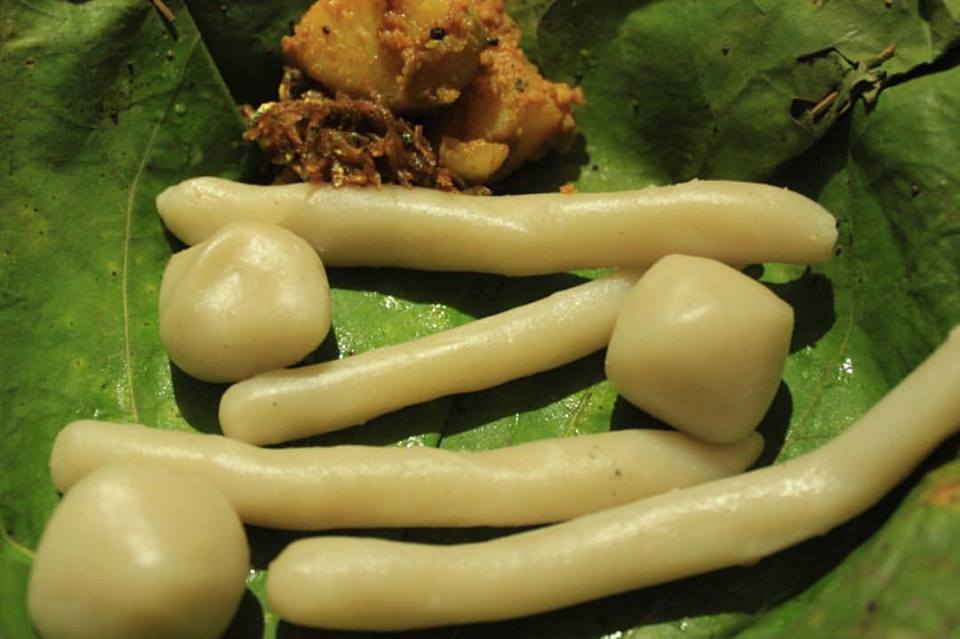
Món Dhikari

### Hệ thống hôn nhân
Theo truyền thống, hôn nhân thường được sắp xếp rất sớm từ trước trong khoảng thời gian mang thai của hai người phụ nữ. Nếu họ sinh ra hai đứa trẻ khác giới, hai đứa trẻ đó được coi là vợ chồng nếu chúng lớn lên cùng nhau như hai người bạn. Đó là không chắc chắn rằng nếu có một đứa trẻ đến tuổi trưởng thành và từ chối người mà nó đã được đính ước từ trước hay không. Và nếu trường hợp này xảy ra thì rất khó để tìm một người bạn đời khác thay thế vì hầu hết những đứa bé đều được đính hôn từ nhỏ trước. Tuy nhiên phong tục này đã và đang biến mất dần hoặc có thể sẽ vẫn tiếp tục biến mất trong tương lai. 